# Shield of Pain Tour
Shield of Pain Tour je koncertní turné britské metalové skupiny Judas Priest, které se bude konat od června do října 2025 po festivalech, areálech a stadionech po Evropě a Severní Americe.
V listopadu 2024 Judas Priest na svých sociálních sítích oznámili toto turné, které proběhne u příležitosti 35. výročí alba Painkiller.

## Hosté
- Accept (Koncerty po Německu)
- Phil Campbell and the Bastard Sons (Koncerty po Německu, 25. července 2025)
- Alice Cooper (25. července 2025)

## Setlist
1. "All Guns Blazing" (Painkiller)
2. "Hell Patroll" (Painkiller)
3. "You've Got Another Thing Comin'" (Screaming for Vengeance)
4. "Freewheel Burning" (Defenders of The Faith)
5. "Breaking the Law" (British Steel)
6. "A Touch of Evil" (Painkiller)
7. "Night Crawler" (Painkiller)
8. "Firepower" (Firepower)*
9. "Solar Angels" (Point of Entry)*
10. "Gates of Hell" (Invincible Shield)
11. "Metal Gods" (British Steel)
12. "The Serpent and The King" (Invincible Shield)
13. "Battle Hymn/One Shot at Glory" (Painkiller)
14. "Between the Hammer and The Anvil" (Painkiller)
15. "Judas Rising" (Angel of Retribution)*
16. "Giants in the Sky" (Invincible Shield)
17. "Painkiller" (Painkiller)

#### Přídavek
1. "The Hellion/Electric Eye" (Screaming for Vengeance)*
2. "Hell Bent for Leather" (Killing Machine)
3. "Living After Midnight" (British Steel)

###### Další písně:
- "Solar Angels" (hraje se jen na některých koncertech)
- "Firepower" (hraje se jen na některých koncertech)
- "Judas Rising" (hraje se jen na některých koncertech)
- "The Hellion" a "Electric Eye" (hraje se od 14. června 2025 v přídavku jen na některých koncertech)

## Seznam koncertů
| Datum                     | Město                    | Stát             | Místo                                  |
| 1. část – Evropa          | 1. část – Evropa         | 1. část – Evropa | 1. část – Evropa                       |
| ------------------------- | ------------------------ | ---------------- | -------------------------------------- |
| 12. června 2025           | Turku                    | Finsko           | Rockfest 2025                          |
| 14. června 2025           | Hamar                    | Norsko           | Tjuvholmen Arena                       |
| 17. června 2025           | Stuttgart                | Německo          | Schleyerhalle                          |
| 18. června 2025           | Frankfurt                | Německo          | Hessentag Festival                     |
| 21. června 2025           | Clisson                  | Francie          | Hellfest                               |
| 22. června 2025           | Dessel                   | Belgie           | Graspop Metal Meeting                  |
| 25. června 2025           | Viveiro                  | Španělsko        | Resurrection Fest                      |
| 27. června 2025           | Lisabon                  | Portugalsko      | Evil Live                              |
| 29. června 2025           | Santa Coloma de Gramenet | Španělsko        | Rock Fest Barcelona                    |
| 30. června 2025           | Bilbao                   | Španělsko        | Miribilla Anfiteatro                   |
| 2. července 2025          | Ferrara                  | Itálie           | Summer Festival                        |
| 3. července 2025          | Zurich                   | Švýcarsko        | Hallenstadion                          |
| 7. července 2025          | Lodž                     | Polsko           | Atlas Arena                            |
| 10. července 2025         | Rattvik                  | Švédsko          | Dalhalla                               |
| 13. července 2025         | Mnichov                  | Německo          | Olympiahalle                           |
| 15. července 2025         | Carcassonne              | Francie          | Festival de Carcassone                 |
| 17. července 2025         | Sion                     | Švýcarsko        | Sion Sous Les Etoiles                  |
| 19. července 2025         | Lucemburk                | Lucembursko      | Rockhal                                |
| 20. července 2025         | Oberhausen               | Německo          | Rudolf-Weber Arena                     |
| 23. července 2025         | Scarborough              | Anglie           | Scarborough Open Air Theater           |
| 25. července 2025         | Londýn                   | Anglie           | The O2 Arena                           |
| 2. část – Severní Amerika |                          |                  |                                        |
| 16. září 2025             | Biloxi                   | USA              | Mississipi Coast Coliseum              |
| 18. září 2025             | Alpharetta               | USA              | Ameris Bank Amphitheatre               |
| 20. září 2025             | Charlotte                | USA              | PNC Music Pavilion                     |
| 21. září 2025             | Franklin                 | USA              | FirstBank Amphitheatre                 |
| 24. září 2025             | Virginia Beach           | USA              | Loans Amphitheatre                     |
| 26. září 2025             | Holmdel                  | USA              | PNC Bank Arts Center                   |
| 27. září 2025             | Saratoga Springs         | USA              | Broadview Stage                        |
| 29. září 2025             | Toronto                  | Kanada           | Budweiser Stage                        |
| 1. října 2025             | Burgettstown             | USA              | The Pavilion at Star Lake              |
| 2. října 2025             | Clarkston                | USA              | Pine Knob Music Theatre                |
| 4. října 2025             | Cincinnati               | USA              | Riverbend Music Center                 |
| 5. října 2025             | Tinley Park              | USA              | Credit Union 1 Amphitheatre            |
| 10. října 2025            | Colorado Springs         | USA              | Broadmoor World Arena                  |
| 12. října 2025            | West Valley City         | USA              | Utah First Credit Union Amphitheatre   |
| 14. října 2025            | Mountain View            | USA              | Shoreline Amphitheatre                 |
| 15. října 2025            | Wheatland                | USA              | Toyota Amphitheater                    |
| 18. října 2025            | Chula Vista              | USA              | North Island Credit Union Amphitheatre |
| 19. října 2025            | Inglewood                | USA              | Kia Forum                              |
| 22. října 2025            | Phoenix                  | USA              | Talking Stick Resort Amphitheatre      |
| 23. října 2025            | Albuquerque              | USA              | Isleta Amphitheater                    |
| 25. října 2025            | Austin                   | USA              | Germania Insurance Amphitheater        |
| 26. října 2025            | Houston                  | USA              | The Cynthia Woods Mitchell Pavilion    |

### Koncert mimo turné
| Datum            | Město    | Stát    | Místo     | Událost                                  |
| ---------------- | -------- | ------- | --------- | ---------------------------------------- |
| 5. července 2025 | Hannover | Německo | HDI-Arena | Předkapela pro výroční koncert Scorpions |